# ميكي كوكران
ميكي كوكران (بالإنجليزية: Mickey Cochrane)‏ (و. 1903 – 1962 م) هو لاعب كرة قاعدة، ومدرب - لاعب كرة قاعدة أمريكي، مركز لعبه هو ملتقط، توفي في ليك فورست، عن عمر يناهز 59 عاماً، بسبب سرطان.

## روابط خارجية
- ميكي كوكران على موقع إن إن دي بي (الإنجليزية)
- ميكي كوكران على موقع دوري كرة القاعدة الرئيسي (الإنجليزية)
- ميكي كوكران على موقعبيزبول رفرنس.كوم (الدوري الرئيسي) (الإنجليزية)
- ميكي كوكران على موقعبيزبول رفرنس.كوم (الدوري الثانوي) (الإنجليزية)
- ميكي كوكران على موقع إي إس بي إن.كوم (أم.أل.بي) (الإنجليزية)
- ميكي كوكران على موقع مشجعي الرسوم البيانية (الإنجليزية)
- ميكي كوكران على موقع قاعة مشاهير كرة القاعدة (الإنجليزية)